# Данијела Петковић
Данијела Даша Петковић (Смедеревска Паланка, 7. децембар 1983) српска је позоришна, телевизијска и филмска глумица.

## Биографија
Данијела је глуму дипломирала на на Академији Лепих Уметности, у класи професора Небојше Брдића и асистента Андреја Шепетковског. 2016-те године добија стипендију Руске Федерације за мастер студије позоришне уметности у Москви на ГИТИС-у, а 2021 добија стипендију за докторске студије у Русији из међународних односа. 2015-те године учествије у међународној глумачкој радионици у Ставропољу у оквиру Internetional University Global Theatre Experiance. Године 2014. издаје први роман Звуци аплауза, одјеци суза. Оснивач је прве школе глуме за одрасле Делл'Арте. Студирала је педагогију на Филозофском факултету у Београду. Говори енглески и руски језик, разуме француски и шпански језик. Државни је првак у шоу денсу у дисципилни формација 2005. године.

## Филмографија
| Год.    | Назив                  | Улога                        |
| ------- | ---------------------- | ---------------------------- |
| 2010-те |                        |                              |
| 2013.   | Звездара (ТВ серија)   | Милена                       |
| 2013.   | Монтевидео, видимо се! | Секретарица председника Фифе |
| 2022.   | Ургентни центар        | Изабела Матић                |

## Позориште
- Монодрама Младеж, Н. Кољада - самостални пројекат (режија и глума)
- Кратка прича о Антихристу — Битеф тетар
- Успаванка за Хамлета — Ставропољски Драмски Татар, Руска Федерација
- Мурлин Мурло — Београдско Драмско Позориште
- Брзина таме — Звездара театар